# 兒玉怜
兒玉 怜（こだま りょう、1982年7月24日-）は、日本のミュージシャン。東京都青梅市出身。

## 経歴
- 17歳の時、圭、裕地らと共にkannivalismを結成。インディーズデビューを果たすが翌年活動を休止。
- 2001年、baroqueを結成。2004年にbaroqueが解散した後は、再びkannivalismのボーカルとして活動を再開する。
- 2007年、メジャーシーンにおけるストレスに晒され、適応障害を発症。約2年間の休業を余儀なくされる。
- 2009年、適応障害から回復し、kannivalismのボーカルとして復帰。
- 2011年、kannivalismの活動を休止し、再びbaroqueとしての活動をスタート。
- 2020年、歌手活動引退。

## 人物
- 血液型はB型。

- 影響を受けたアーティストに椎名林檎、Chara[1]、クラムボン[2]といった女性アーティストを挙げている。

## エピソード
- 高校時代、横浜にあったライブハウス CLUB24 で L'Arc-en-Ciel や ROUAGE などのコピーバンドをやっていた。バンド名は本名の兒玉龍と書いて”スモールボールドラゴン”。そのライブを見た圭が怜の事を気に入り、後にバンドを組む事になる。[3]
- 愛犬家で、かつて「ちゃま犬」と名付けた犬を飼っていた。GIRLの2曲目に収録されているPLAYは旅立った「ちゃま」への思いが込められている。

- 適応障害を発症したのは、当時の担当マネージャーやプロデューサーとの意見、価値観の相違が原因とのこと。kannivalismの4枚目のシングル「モノクローム」のPV撮影はこのプロデューサーが監督を務めたが、怜曰く「最悪の映像作品となってしまった」と語っている。
- ストレスに悩まされた怜が当初通っていたのは、東京クリニックだった。薬の副作用により幻聴・幻覚が現れ、突然何者かに襲われるのではないかと一晩中包丁を持ち、部屋の隅で震えながら泣いたという。他の人のアドバイスにより別の心療内科へ行き、医師から「あのクリニックは危険だ」と言われたが、薬の副作用でさらに悪化しており、入院に至った。
- 入退院を繰り返すうちに家庭崩壊となり、両親は離婚。歳の離れた弟は母と暮らしている。弟もバンドをしており、体調悪化した兄でも尊敬していると話していた。
- 克服のきっかけは薬を医師の判断無しで自ら辞めたこと。本人はその行為に対して否定も肯定もしていない。

## 活動履歴
baroque、kannivalismとしての活動は、それぞれの記事を参照。

### 参加作品
- 『漆黒の光』（大佑と黒の隠者たち）
  - 「ピアス」で参加。

### 著作
- 鬱病ロッカー（2009年11月12日）
  - 休業中の闘病生活を綴ったエッセイ。武田ランダムハウスジャパンより出版。